# Torrdräkt

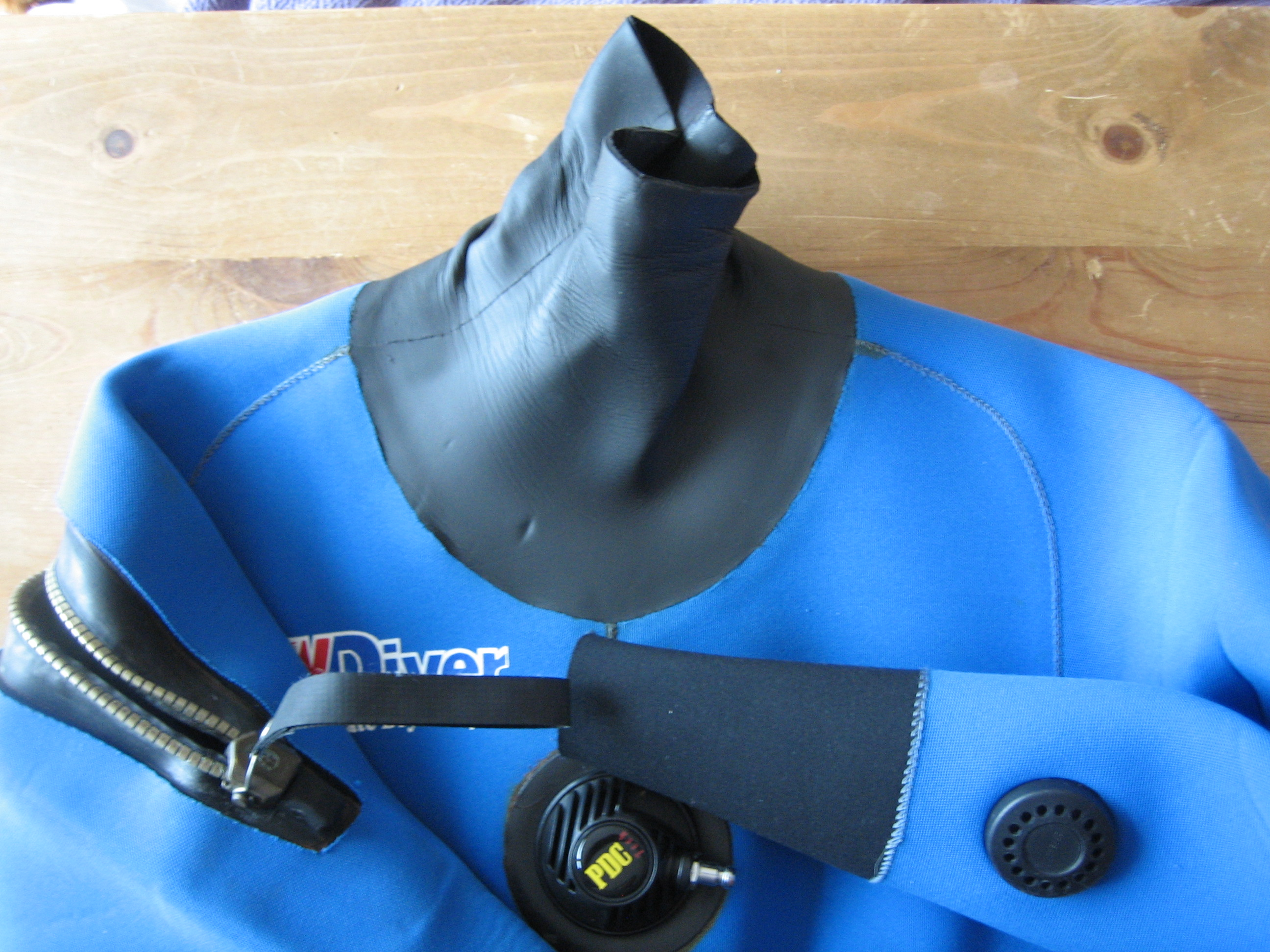
Torrdräkt av neopren.

En torrdräkt används framför allt vid dykning. Torrdräkten är vanligen gjord av gummimaterial, men även andra  material förekommer. Gummimaterialet fungerar som ett isolerande lager runt kroppen, men för det mesta kompletteras dräktens isolerande förmåga med till exempel med ett underställ, då den saknar det vatten som värms upp av kroppen mellan kropp och dräkt, som vid användandet av en våtdräkt. Detta går bra då torrdräkten, till skillnad från våtdräkten, är helt vattentät, och har tätande gummimuddar kring handleder, fotleder och hals. Även dragkedjan är vattentät. Detta är ett avgörande faktum, och därför används torrdräkt i kyligt vatten, till exempel i nordiska vatten. Varianter med inbyggd luva, handskar och sockor finns också, och dessa behöver alltså bara ha tätning kring ansiktet. Om det finns en luftspalt mellan dräkten och kroppen vid dräktens öppningar tränger vatten in, vilket i sig kan skapa en livshotande situation. 
Torrdräkten har även en viss flytkraft, mest beroende på hur mycket luft och kläder som finns i dräkten. Torrdräkter för dykning ansluts till ett luftsystem och dykaren kan då helt eller delvis balansera sin vikt i vattnet genom att reglera luftmängden i dräkten, till skillnad från våtdräktsdykare som enbart kan balansera sin vikt med hjälp av dykvästen.